# Llorenç Perramon i Playà
Llorenç Perramon i Playà (Manresa, 1895 - México ?) fue un periodista, académico y político.
Fue colaborador al diario "El Día". Fue académico numerario de la Academia de Bellas Letras Catalanas dirigida por el padre Josep Pastorcillo. Persona destacada de Acción Catalana era miembro de la Junta de Gobierno Republicana Provisional de Manresa, del 14 de abril de 1931. Fue el promotor del acto de la primera conmemoración de las Bases de Manresa, el junio de 1931. Posteriormente, residió en Barcelona.
Al inicio de la guerra, fue secretario general del Comité Central de Milicias en funciones puramente administrativas. Una vez disuelto el Comité Central de Milicias, fue nombrado Jefe de los Servicios Generales de la Consejería de Defensa.
El marzo del 1945, el "Tribunal Especial para la Represión de la Masonería y el Comunismo" le inició expediente por haber pertenecido a la Logia masónica "Themis" y a la "Gran Logia de Cataluña". Al haberse exiliado en México al acabar la guerra, su caso quedó "archivado por rebelde".